# A Shipwreck in the Sand
A Shipwreck in the Sand – czwarty album studyjny kanadyjskiej grupy Silverstein, wydany 31 marca 2009 nakładem Victory Records. 

## Utwory
Rozdział 1 – „It Burns Within Us All”
1. „A Great Fire” – 4:00
2. „Vices” – 3:19
3. „Broken Stars” – 3:43
Rozdział 2 – „Liars, Cheaters And Thieves”
4. „American Dream” – 3:08
5. „Their Lips Sink Ships” – 1:04
6. „I Knew I Couldn't Trust You” – 3:31
7. „Born Dead” – 2:53
Rozdział 3 – „Fight Fire With Fire”
8. „A Shipwreck In The Sand” – 4:37
9. „I Am The Arsonist” – 3:10
10. „You're All I Have” – 3:35
Rozdział 4 – „Death And Taxes”
11. „We Are Not The World” – 3:22
12. „A Hero Loses Everyday” – 3:10
13. „The Tide Raises Every Ship” – 0:47
14. „The End” – 7:29
Rozdział 5 – „Edycja deluxe i dodatkowe utwory”
15. „Help!” (cover The Beatles) – 2:17
16. „Go Your Own Way” (cover Fleetwood Mac) – 2:30
17. „Three Miles Down” (cover Saves the Day) – 1:45
18. „Total Bummer” (cover NOFX) – 2:15
19. „Broken Stars” (demo) – 3:34
Dodatek DVD
1. tworzenie albumu
2. teledyski grupy
3. na trasie z zespołem
4. za kulisami

## Twórcy
Skład zespołu
- Shane Told – śpiew, kierunek artystyczny, koncept albumu, teksty utworów, muzyka utworów 2-5, 7, 11, 13, 14
- Josh Bradford – gitara rytmiczna, muzyka utworów 1, 2, 6, 8-12
- Neil Boshart – gitara prowadząca, muzyka utworów 1, 5, 6, 8-10
- Paul Koehler – perkusja, kierunek artystyczny, muzyka utworów 1, 2, 5, 6, 8-11, 13
- Billy Hamilton – gitara basowa
- Richard McWalter – muzyka utworu 14

Inni zaangażowani
- Martin Wittfooth – oprawa graficzna
- Kyle Crawford – oprawa graficzna, logo
- Sergio Chavez – dodatkowy inżynier
- Kevin Dietz – dodatkowy inżynier
- Doublej – układ
- Brian Gardner – mastering
- Anna Jarvis – wiolonczela
- Vanessa Heins, Brooks Reynolds – fotografie
- Cameron Webb – produkcja, inżynieria, miksowanie
- Liam Cornier (Cancer Bats) – śpiew w utworze 2
- Scott Wade (ex Comeback Kid) – śpiew w utworze 7
- Lights – śpiew w utworze 14
- I Am Committing A Sin – śpiew dodatkowy

## Opis
Materiał nagrano w Metalworks Studios (Mississauga), zmiksowano w Maple Studios (Santa Ana), a mastering wykonano w Bernie Grundman Mastering (Hollywood).
Album promowały teledyski do utworów „Vices” (2009, reż. Robby Starbuck), „American Dream” (2010, reż. Robby Starbuck).
Płyta stanowi album koncepcyjny i w zawartości tekstowej jako metafora odnosi się do trudności finansowych rodziny Shane'a Tolda. Według innej wersji głównym wątkiem tematycznym treści była zdrada.
28 czerwca 2024 wydano reedycję albumu.